# Altus (Oklahoma)
Altus é uma cidade localizada no estado norte-americano de Oklahoma, no Condado de Jackson.

## Demografia
Segundo o censo norte-americano de 2000, a sua população era de 21.447 habitantes. 
Em 2006, foi estimada uma população de 19.525, um decréscimo de 1922 (-9.0%).

## Geografia
De acordo com o United States Census Bureau tem uma área de 
44,1 km², dos quais 43,6 km² cobertos por terra e 0,5 km² cobertos por água. Altus localiza-se a aproximadamente 426 m acima do nível do mar.

## Localidades na vizinhança
O diagrama seguinte representa as localidades num raio de 20 km ao redor de Altus. 